# パット・マカフィー
パトリック・ジャスティン・マカフィー（Patrick Justin McAfee, 1987年5月2日 - ）は、アメリカ合衆国ペンシルベニア州プラム出身のプロレスラー、元プロアメリカンフットボール選手、カラーコメンテーター。WWE所属。NFLのインディアナポリス・コルツでパンターとして活躍し、引退後にコメンテーターを経てプロレスラーに転身した。

## 経歴

### インディアナポリス・コルツ
2009年のNFLドラフトにて全体222位でインディアナポリス・コルツから指名され入団した。
2014年シーズンは3,221パント獲得ヤードを記録し、自身初となるプロボウル、オールプロファーストチームに選出された。
2016年シーズンは2年ぶりにプロボウルに選出されたが、膝の怪我とコルツのGMライアン・グリグソンとの関係悪化などを理由に、このシーズン限りで現役を引退した。
引退から4年後の2020年には、シーズン途中にパンターが相次いで不振に陥ったピッツバーグ・スティーラーズのファンが、マカフィーとの契約を求める動きがあった。マカフィー自身もこれを受けてTwitterに最新のパントの動画を投稿するなど健在ぶりをアピールしたが、契約には至らなかった。

### 引退後
引退後はFOXスポーツやESPNでコメンテーターを務めたり、自らの名を冠した会社や財団を設立して慈善活動を行っていた。

### プロレス転向
大学時代からプロレスに関心があり、2009年のNFLドラフトの一ヶ月前にはIWAイーストコースト・ショーにて試合を行っている。
2017年6月に本格的なプロレス転向を目指し、リップ・ロジャースの指導のもとでトレーニングを行った。
2018年からNXTの番組にアナリストとして出演するようになり、アダム・コールと抗争を繰り広げられた。同年12月にWWEと複数年契約を結んだことが報じられ、2019年2月に正式発表された。
2021年4月16日に、スマックダウンへ移籍することが発表された。
2022年のレッスルマニア38ではオースティン・セオリーと対戦し、勝利した。この試合の直後、観戦していたビンス・マクマホンとも試合を行ったが、ビンスとセオリーの2人がかりで攻撃を受けた。その後、突如乱入したストーン・コールド・スティーブ・オースチンに救出されたが、直後に自身もスタナーを浴びた。同年のサマースラムではバロン・コービンに勝利した。
2023年のレッスルマニア39では、スヌープ・ドッグが主催した試合でザ・ミズと対戦。リングサイドで観戦していた現役NFL選手ジョージ・キトルの加勢もあり勝利した。